# Heinrich Bartels
Heinrich Bartels (Linz, 17 de março de 1918 — Bad Godesberg, 23 de dezembro de 1944) foi um piloto de caça alemão da Luftwaffe e recebeu a Cruz de Cavaleiro da Cruz de Ferro durante a Segunda Guerra Mundial. Participou de 500 missões de combate e foi creditado com 99 vitórias aéreas (9 P-47 Thunderbolt, 11 P-51 Mustang, 14 P-38 Lightning).
Nasceu na Áustria em 1918 e trabalhou como padeiro até o final da adolescência, Bartels ingressou na Luftwaffe após a união da Alemanha com a Áustria em 1938. Bartels concluiu seu treinamento como piloto em 1941. Ele foi designado para a Jagdgeschwader 26 "Schlageter" (JG 26) na Frente do Canal, que foi encarregada de interceptar as incursões da Força Aérea Real (RAF) sobre a França e a Bélgica ocupadas. Ele alcançou sua primeira vitória aérea em agosto de 1941. Bartels foi transferido para a Jagdgeschwader 5 (JG 5) Na Frente Oriental, onde foi premiado com a Cruz de Cavaleiro da Cruz de Ferro por 46 vitórias aéreas. Em 1943, Bartels mudou-se para a Jagdgeschwader 27 "Afrika" (JG 27) para servir nas frentes do Mediterrâneo e dos Balcãs e, no final do ano, tinha 73 vitórias. Em 1944, ele retornou à Frente Ocidental e lutou na Campanha da Normandia de junho a agosto de 1944. A contagem pessoal de Bartel aumentou para 96 e ele foi nomeado para as Folhas de Carvalho da Cruz do Cavaleiro.
Em 23 de dezembro de 1944, enquanto apoiava as forças alemãs na Batalha das Ardenas, Bartels foi abatido por P-47 Thunderbolts da Força Aérea do Exército dos Estados Unidos (USAAF) pertencentes ao 56.º Grupo de Caças após alcançar sua 99.ª vitória aérea e foi colocado como desaparecido em ação. Em 26 de janeiro de 1968, 23 anos depois, o caça e os restos mortais de Bartel foram encontrados perto de Bad Godesberg, Alemanha.

## Carreira
Bartels nasceu em 13 de julho de 1918 em Linz, Áustria. Antes de seu serviço militar, Bartels trabalhava como açougueiro. Durante sua carreira de combate, ele frequentemente tinha o nome de sua esposa, Marga, pintado em sua aeronave. A Segunda Guerra Mundial na Europa começou na sexta-feira, 1 de setembro de 1939, quando as forças alemãs invadiram a Polônia. Após a conclusão do voo e do treinamento de piloto de caça, Bartels juntou-se ao Ergänzungsgruppe da Jagdgeschwader 26 "Schlageter" (JG 26) no verão de 1941. O Ergänzungsgruppe do JG 26, um grupo de treinamento suplementar, foi formado em 22 de junho de 1941 em Wevelgem sob o comando de Hauptmann Fritz Fromme. O Gruppe era composto por dois Staffel (esquadrões): O primeiro esquadrão era o esquadrão operacional e designado 1. (Einsatzstaffel) ou 1. Erg./JG 26, enquanto o segundo esquadrão era o esquadrão de treinamento referido como 2. (Schulstaffel) ou 2. Erg./JG 26. Servindo com o 1. Erg./JG 26, Bartels conquistou sua primeira vitória aérea em 19 de agosto, um Supermarine Spitfire da Força Aérea Real (RAF) abatido no Canal da Mancha. Em 27 de agosto, ele foi creditado com outro Spitfire abatido. Em 1 de fevereiro de 1942, o 1. Erg./JG 26 foi renomeado e tornou-se o 11. Staffel do Jagdgeschwader 1 (JG 1) sob o comando de Oberleutnant Hermann Segatz. A unidade então participou da Operação Donnerkeil. O objetivo dessa operação era dar aos navios de guerra alemães Scharnhorst e Gneisenau e ao cruzador pesado Prinz Eugen proteção no rompimento de Brest para a Alemanha. A Operação Cerberus (11–13 de fevereiro de 1942) pela Kriegsmarine. Em apoio a isso, a Luftwaffe formulou um plano de superioridade aérea apelidado de Operação Donnerkeil para a proteção dos três navios capitais alemães. Após os navios alemães, o 11. Staffel chegou ao Base aérea de Jever em 14 de fevereiro e em Trondheim-Lade em 6 de março. Em 21 de março, o esquadrão foi redesignado como 8. Staffel do Jagdgeschwader 5 (JG 5).

### Guerra na Frente Ártica

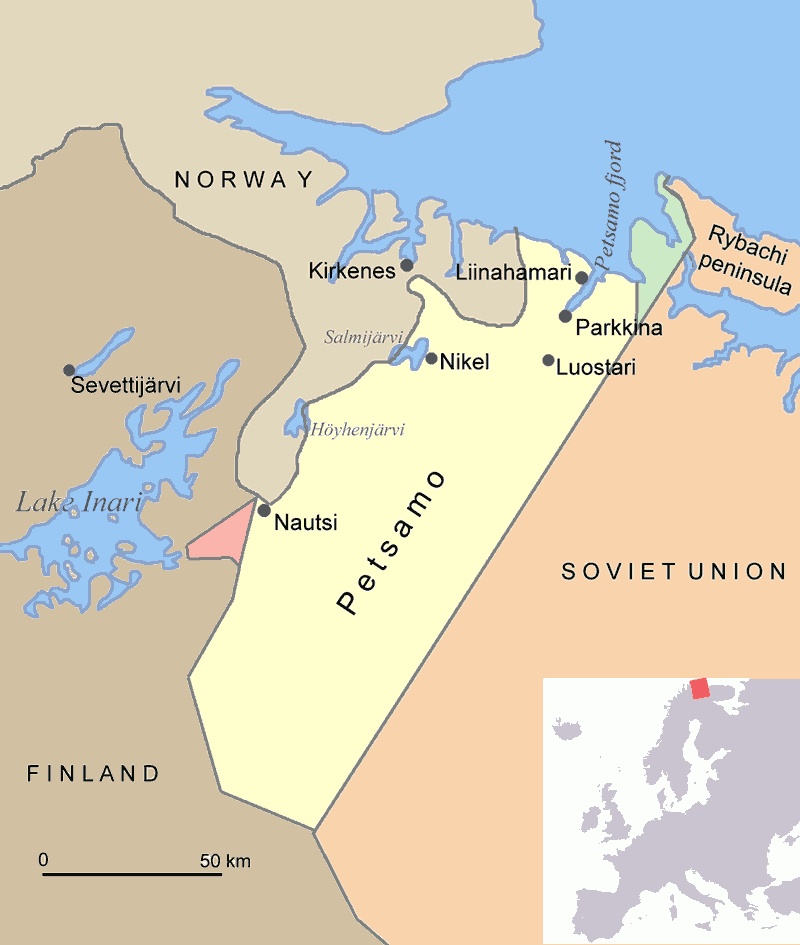
Área de atuação.

Em 20 de abril , o 8. Staffel mudou-se para um campo de aviação em Petsamo, atual Pechenga em Murmansque, Rússia. Em 26 de abril, o Staffel escoltou os bombardeiros de mergulho Junkers Ju 87 até Murmansque. O voo foi interceptado por caças Hawker Hurricane do 2 GvSAP (Gvardeyskiy Smeshannyy Aviatsionnyy Polk—Regimento de Aviação Composto de Guardas). Neste encontro, Bartels reivindicou um dos Hurricanes abatidos, o primeiro na Frente Ártica. A JG 5 realizou várias missões de escolta de caça em 10 de maio, resultando em combate aéreo com as Forças Aéreas Soviéticas (VVS). O VVS perdeu oito aeronaves e mais duas foram gravemente danificadas naquele dia, incluindo um caça Hurricane abatido por Bartels. Em 14 de maio entre 17:55 e 19:03, dezoito caças alemães voaram em uma missão de escolta Ju 87 para Murmansque. Eles encontraram vinte e seis Hurricanes, onze Curtiss P-40 Warhawk e seis caças Polikarpov I-16. Relatórios soviéticos indicam que um Hurricane e um P-40 foram efetivamente perdidos com um I-16 e mais um P-40 danificados. Os pilotos alemães conquistaram cinco vitórias aéreas, incluindo um I-16 de Bartels. No dia seguinte, em combate sobre o rio Litsa, Bartels abateu um caça Hurricane. Em 17 de maio, ele aumentou seu número de vitórias aéreas para sete, quando novamente reivindicou um caça Hurricane abatido. Em 29 de julho, em uma missão de escolta de bombardeiro de mergulho Ju 87 em Murmansque e Murmashi, Bartels reivindicou dois caças Mikoyan-Gurevich MiG-3 abatidos ao norte de Murmansque. De acordo com os registros soviéticos, nenhuma aeronave desse tipo foi perdida naquela área naquele dia. Em 10 de agosto, o 8. Staffel lutou com 20 caças Hurricane perto de Ura-Guba durante o qual Bartels reivindicou três Hurricanes abatidos.
Bartels se tornou um "ás num dia" em 22 de setembro. Ele obteve seis vitórias aéreas em duas missões de combate separadas, incluindo quatro Hurricanes e dois caças MiG-3 nas proximidades de Murmashi. Após sua 40.ª vitória aérea, ele recebeu a Cruz Germânica em Ouro (Deutsches Kreuz in Gold) em 20 de outubro.  Bartels abateu três caças MiG-3 durante a terceira missão em 29 de outubro, uma missão de escolta de caça para bombardeiros de mergulho Ju 87. Em 5 de novembro, o 8. Staffel voou em uma patrulha aérea de combate para Murmansque. Durante o curso desta missão, Bartels reivindicou a destruição de um caça Lavochkin-Gorbunov-Gudkov LaGG-3. Ele recebeu a Cruz de Cavaleiro da Cruz de Ferro (Ritterkreuz des Eisernen Kreuzes) após 46 vitórias aéreas em 13 de novembro de 1942. Naquele dia, o Leutnant Theodor Weissenberger do 6. Staffel do JG 5 também foi premiado com a Cruz de Cavaleiro. A apresentação foi feita pelo Generalmajor Alexander Holle em 30 de novembro em Petsamo.
No início de 1943, Bartels foi transferido por motivos disciplinares. Segundo Walter Schuck, os eventos que levaram a esta medida disciplinar foram realizados sob a influência de grandes quantidades de álcool. Bartels, Schuck e Kurt Dylewski consumiram três garrafas de conhaque. O bêbado Bartels tentou dirigir um caminhão, mas foi pego em flagrante por um soldado que bateu no rosto de Bartels. Bartels perseguiu o soldado apenas para entrar em uma luta com outro soldado. Os eventos culminaram quando Bartels fez um burro esvaziar sua bexiga na cama do sargento-mor da companhia.

### Grécia e Balcãs
Desde agosto de 1943, Bartels serviu com o 11. Staffel do Jagdgeschwader 27 "Afrika" (JG 27). Este Staffel estava subordinado ao recém-criado IV. Gruppe do JG 27. O Gruppe foi formado em maio de 1943 no Aeródromo de Kalamaki em Atenas, Grécia, sob o comando de Hauptmann Rudolf Sinner. O 11. Staffel era comandado pelo Oberleutnant Alfred Buk. Em 17 de julho, o IV. Gruppe mudou-se para o Aeródromo de Tanagra. Bartels conquistou suas primeiras vitórias aéreas com JG 27 em 1º de outubro. Voando do campo de aviação Gadurrà em Rodes, ele reivindicou dois bombardeiros Douglas A-20 Havoc, também conhecidos como Bostons, perto de Kos. No início de outubro, as Forças Aéreas do Exército dos Estados Unidos (USAAF) realizaram muitas missões em apoio às forças britânicas que lutavam na campanha do Dodecaneso. Em 5 de outubro, o IV. Gruppe interceptou um voo de bombardeiros Consolidated B-24 Liberator sobre o norte da Ática. Neste encontro, Bartels reivindicou a destruição de dois bombardeiros B-24. Três dias depois, 105 aeronaves da USAAF atacaram aeródromos alemães na Grécia. O IV. Gruppe encontrou os caças de escolta e abateu três caças Lockheed P-38 Lightning, todos creditados a Bartels.
Em 18 de outubro, o comando do IV. Gruppe foi passado para o Hauptmann Joachim Kirschner após o ex-comandante Sinner ter sido transferido em 13 de setembro. No período intermediário, dois oficiais chefiaram o Gruppe, Oberleutnant Dietrich Boesler, morto em 10 de outubro, e por Burk, comandante do 11. Staffel. Bartels reivindicou um Supermarine Spitfire abatido em 23 de outubro. Dois dias depois, o IV. Gruppe conquistou sete vitórias aéreas sem perdas. Entre Stari Bar e o Cabo de Rodon, o Gruppe se envolveu em combate com caças P-38, dos quais Bartels abateu quatro dos caças da USAAF. Em 31 de outubro, o 11. Staffel perdeu seu Staffelkapitän (líder do esquadrão) Burk, que foi abatido sobre o mar perto do Cabo de Rodon. Neste encontro, Bartels abateu dois caças P-38. O comando do 11. Staffel foi então brevemente liderado por Leutnant Wolfgang Hohls até que ele foi morto em combate em 10 de dezembro. O Staffel foi então liderado por Leutnant Rolf Heissner até 17 de dezembro, quando também foi morto. O próximo Staffelkapitän foi então o Leutnant Paul Becker. Em 17 de dezembro, o Gruppenkommandeur (comandante do grupo) Kirschner também foi abatido em combate e mais tarde morto. Ele foi substituído pelo Hauptmann Otto Meyer.
Bartels conquistou sua 70.ª vitória aérea em 15 de novembro de 1943. Naquele dia, ele abateu quatro caças P-38 a sudeste de Kalamaki. Na época, ele foi designado como o Messerschmitt Bf 109 G-6/R6 (Werknummer 27 169—número de fábrica) "Vermelho 13" com o nome de sua esposa Marga. Dois dias depois, ele foi creditado com dois bombardeiros North American B-25 Mitchell e um caça P-38 após um ataque da USAAF ao campo de aviação Kalamaki. Estas foram suas últimas reivindicações na Frente do Mediterrâneo. Em 27 de janeiro de 1944, o IV. Gruppe se mudou para o campo de pouso de Graz, a princípio o pessoal de terra seguido pelos elementos voadores em 16 de março. Durante seu mandato de dez meses desde sua criação em maio de 1943, os pilotos do IV. Gruppe conquistaram 88 vitórias aéreas, incluindo 24 apenas de Bartels. Nesse período, o Gruppe perdeu 27 pilotos e mais sete ficaram gravemente feridos e um foi feito prisioneiro de guerra.

### Defesa do Reich

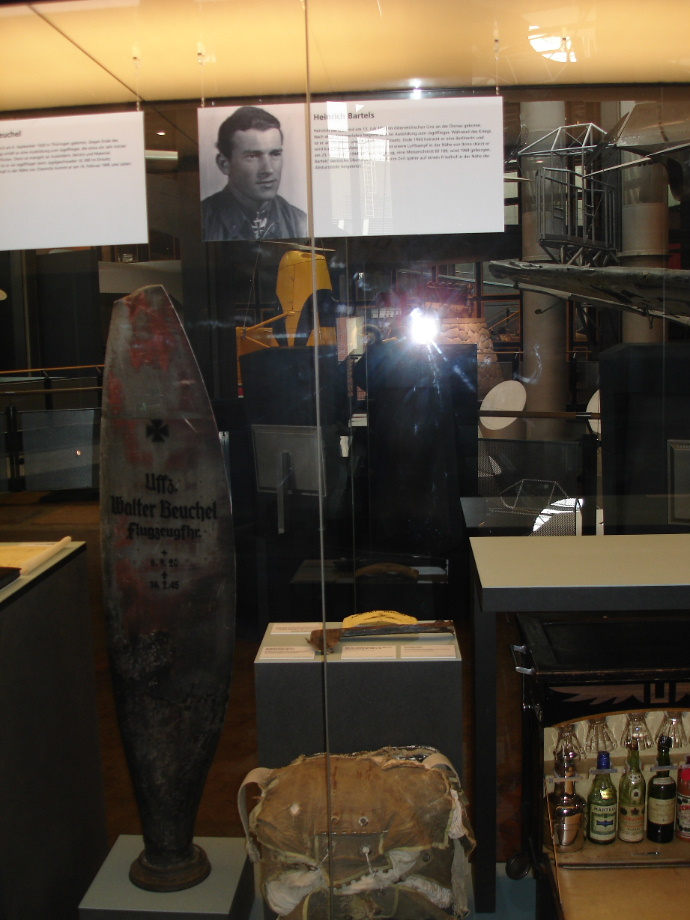
Paraquedas de Bartels em exibição no Museu Alemão de Tecnologia

Com sede em Graz, o IV. Gruppe, junto com o Stab (unidade-sede), I. e III. Gruppe do JG 27, lutaram na Defesa do Reich (Reichsverteidigung), defendendo o sul da Alemanha e da Áustria. O IV. Gruppe se tornou o Höhengruppe, o grupo de alta altitude responsável por lutar contra os caças de escolta. Bartels conquistou sua primeira vitória aérea nessa frente em 11 de abril, quando abateu um caça P-38, 20
 quilômetros (12 milhas) a noroeste de Graz. Em 23 de abril, Bartels abateu três caças Spitfire em combate perto de Celje, aproximadamente a meio caminho entre Maribor e Ljubljana, na Eslovênia. No dia seguinte, a Oitava Força Aérea da USAAF teve como alvo os campos de aviação alemães no sul da Alemanha, bem como as fábricas de aeronaves em Oberpfaffenhofen. O ataque ao campo de pouso de Landsberg e Oberpfaffenhofen foi liderado por 281 bombardeiros da 1.ª Divisão de Bombardeio, escoltados por caças de longo alcance North American P-51 Mustang. O IV. Gruppe interceptou este voo a leste de Munique. Nesta batalha aérea, Bartels reivindicou três caças P-51 abatidos. Em 28 de abril, Bartels abateu dois caças P-51 a nordeste de Ljubljana. A Oitava Força Aérea alvejou Berlim em 19 de maio. Perto de Zerbst, o IV. Gruppe encontrou uma formação de bombardeiros B-24 escoltados por caças de escolta. O Gruppe não conseguiu quebrar a tela de escolta e atacar os bombardeiros. Nesta batalha, Bartels abateu três dos caças de escolta.
Em 6 de junho, as forças aliadas lançaram a Operação Overlord, a invasão da Europa Ocidental ocupada pelos alemães na Normandia, França. O IV. Gruppe foi imediatamente obrigado a se mudar para Champfleury-la-Perthe, um campo de aviação a cerca de 90
 quilômetros (56 milhas) ao sul de Reims. Bartels conquistou suas primeiras vitórias aéreas na frente da invasão em 14 de junho. Naquele dia, o IV. Gruppe encontrou caças da USAAF nas proximidades de Argentan. Em rápida sucessão, ele abateu três caças Republic P-47 Thunderbolt, seguido por um quarto P-47 no voo de volta. Três dias depois, ele reivindicou mais dois caças P-47 abatidos a oeste de Dives-sur-Mer. Em 22 de junho, Bartels abateu um caça Spitfire e um caça P-51 a sudoeste de Caen. Dois dias depois, ele foi creditado com a destruição de mais dois caças P-51 perto de Flers. Ele conquistou sua décima primeira e última vitória aérea na frente da invasão em 25 de junho, um caça P-38 abatido a sudeste de Blois. Por essas conquistas, ele foi nomeado para a Cruz de Cavaleiro da Cruz de Ferro com Folhas de Carvalho (Ritterkreuz des Eisernen Kreuzes mit Eichenlaub). Em 16 de agosto, o IV. Gruppe foi retirado da frente da invasão e enviado para Hustedt, ao norte de Celle. Durante suas oito semanas de combate na frente da invasão, o Gruppe foi quase aniquilado e perdeu 25 pilotos mortos ou desaparecidos em combate, com mais 15 pilotos gravemente feridos. No total, 98 aeronaves foram destruídas, 71 em combate e 27 em acidentes aéreos. Pilotos do IV. Gruppe conquistaram 60 vitórias aéreas, incluindo onze de Bartels, tornando-o o piloto de maior sucesso da unidade.
Como parte da expansão do grupo de três Staffeln por Gruppe para quatro Staffeln por Gruppe, o 11. Staffel de Bartels foi redesignado e se tornou 15. Staffel do JG 27.  Em meados de novembro, o Gruppe foi reequipado com o avião de combate Bf 109 G-10.  Bartels alegou a destruição de um caça P-51 em 8 de dezembro. Dez dias depois, ele abateu novamente um P-51 na área de combate perto de Colônia. Em 23 de dezembro de 1944, Bartels decolou para sua última e fatal missão. Depois que ele derrubou um P-47, ele provavelmente foi abatido por caças P-47 do 56.º Grupo de Caças da USAAF. Seu vencedor pode ter sido o coronel David C. Schilling, que conquistou cinco vitórias aéreas naquele dia. Cerca de 24 anos depois, em 26 de janeiro de 1968, o Bf 109 G-10 (Werknummer 130 359) "Amarelo 13" de Bartels foi encontrado do Castelo de Gudenau em Villip, perto de Bad Godesberg. Em sua cabine estavam os restos mortais de Bartels e seu paraquedas intacto, que está atualmente em exibição no Museu Alemão de Tecnologia. Seu último posto foi Oberfeldwebel (sargento).

## Sumário da carreira

### Reivindicações de vitórias aéreas
De acordo com Obermaier, Bartels foi creditado com 99 vitórias aéreas conquistadas em aproximadamente 500 missões de combate. Este número inclui 47 vitórias aéreas na Frente Oriental e 52 sobre os Aliados Ocidentais, incluindo dois bombardeiros quadrimotores. Matthews e Foreman, autores de Luftwaffe Aces — Biographies and Victory Claims, pesquisaram os Arquivos Federais Alemães e encontraram registros de 94 reivindicações de vitórias aéreas, além de cinco outras reivindicações não confirmadas. Este número inclui 47 vitórias aéreas na Frente Oriental e outras 47 na Frente Ocidental, incluindo dois bombardeiros quadrimotores.
As reivindicações de vitória foram registradas em um mapa de referência (PQ = Planquadrat), por exemplo "PQ 36 Leste 2920". O mapa da grade da Luftwaffe (Jägermeldenetz) cobria toda a Europa, oeste da Rússia e norte da África e era composto de retângulos medindo 15 minutos de latitude por 30 minutos de longitude, uma área de cerca de 930 km². Esses setores foram então subdivididos em 36 unidades menores para dar uma área de localização de 3 × 4 km de tamanho.
| Crônica de vitórias aéreas | Crônica de vitórias aéreas | Crônica de vitórias aéreas | Crônica de vitórias aéreas | Crônica de vitórias aéreas                     | Crônica de vitórias aéreas | Crônica de vitórias aéreas | Crônica de vitórias aéreas | Crônica de vitórias aéreas | Crônica de vitórias aéreas                |
| --- | -------------------------- | -------------------------- | -------------------------- | ---------------------------------------------- | -------------------------- | -------------------------- | -------------------------- | -------------------------- | ----------------------------------------- |
| Este e o ♠ (ás de espadas) indicam aquelas vitórias aéreas que fizeram de Bartels um "ás num dia", termo que designa um piloto de caça que abateu cinco ou mais aviões em um único dia. Isso e o – (meia-risca) indicam reivindicações de vitória aérea não confirmadas para as quais Bartels não recebeu crédito. Este e o? (ponto de exclamação) indica discrepâncias de informações listadas por Prien, Stemmer, Rodeike, Bock, Mombeek, Matthews e Foreman. |                            |                            |                            |                                                |                            |                            |                            |                            |                                           |
| Nº | Data                       | Hora                       | Modelo                     | Localização                                    | Nº                         | Data                       | Hora                       | Modelo                     | Localização                               |
| – 1. Ergänzungsjagdgruppe da Jagdgeschwader 26 – Frente Ocidental — 22 de junho – 31 de dezembro 1941 |                            |                            |                            |                                                |                            |                            |                            |                            |                                           |
| 1 | 19 de agosto de 1941       | —                          | Spitfire                   |                                                | 2                          | 27 de agosto de 1941       | —                          | Spitfire                   |                                           |
| – 8. Staffel da Jagdgeschwader 5 – Frente Oriental — abril de 1942 – março de 1943 |                            |                            |                            |                                                |                            |                            |                            |                            |                                           |
| 3 | 26 de abril de 1942        | 09:31?                     | Hurricane                  | Murmansque proximidades de Ura-Guba            | 27                         | 8 de setembro de 1942      | 15:08                      | P-40                       | proximidades de Murmashi                  |
| 4 | 10 de maio de 1942         | 17:12                      | Hurricane                  | Golfo de Motovsky                              | 28                         | 8 de setembro de 1942      | 15:09                      | P-40                       | proximidades de Murmashi                  |
| 5 | 14 de maio de 1942         | —?                         | I-16?                      |                                                | 29                         | 9 de setembro de 1942      | 10:35                      | P-39                       | proximidades da ferrovia Kola             |
| 6 | 15 de maio de 1942         | 18:11?                     | Hurricane                  | proximidades de Ura-Guba                       | 30                         | 11 de setembro de 1942     | 15:30                      | Yak-7                      | ao norte de Murmashi                      |
| 7 | 17 de maio de 1942         | 05:42                      | Hurricane                  | proximidades de Ura-Guba                       | 31                         | 11 de setembro de 1942     | 15:35                      | MiG-3                      |                                           |
| 8 | 19 de maio de 1942         | 09:30                      | MiG-3                      | ao sul do Rio Litsa                            | 32                         | 11 de setembro de 1942     | 15:37                      | MiG-3                      |                                           |
| 9 | 29 de julho de 1942        | 10:15                      | MiG-3                      | ao norte de Murmansque                         | 33♠                        | 22 de setembro de 1942     | 12:07                      | Hurricane                  | leste de Murmashi                         |
| 10 | 29 de julho de 1942        | 10:16                      | MiG-3                      | ao norte de Murmansque                         | 34♠                        | 22 de setembro de 1942     | 12:08                      | Hurricane                  | nordeste de Murmashi                      |
| 11 | 5 de agosto de 1942        | 12:40                      | P-40                       | sul de Shonguy                                 | 35♠                        | 22 de setembro de 1942     | 12:13                      | Hurricane                  | norte-nordeste de Murmashi                |
| 12 | 5 de agosto de 1942        | 12:45                      | P-40                       | ao sul de Murmashi                             | 36♠                        | 22 de setembro de 1942     | 12:15                      | Hurricane                  | norte-nordeste de Murmashi                |
| 13 | 10 de agosto de 1942       | 18:50?                     | Hurricane                  |                                                | 37♠                        | 22 de setembro de 1942     | 15:12                      | MiG-3                      | 2 km (1,2 mi) a nordeste de Murmashi      |
| 14 | 10 de agosto de 1942       | 18:55?                     | Hurricane                  |                                                | 38♠                        | 22 de setembro de 1942     | 15:21                      | MiG-3                      | 7 km (4,3 mi) ao sul de Murmashi          |
| 15 | 10 de agosto de 1942       | 19:05                      | Hurricane                  |                                                | 39                         | 29 de setembro de 1942     | 12:55                      | I-180 (Yak-7)              | 2 km (1,2 mi) a leste de Murmashi         |
| 16 | 11 de agosto de 1942       | 20:20                      | Hurricane                  |                                                | 40                         | 29 de setembro de 1942     | 12:56                      | I-180 (Yak-7)              | 2 km (1,2 mi) a leste de Murmashi         |
| 17 | 13 de agosto de 1942       | 15:00?                     | I-153                      |                                                | 41                         | 21 de outubro de 1942      | 13:25                      | MiG-3                      | ao norte de Murmashi                      |
| 18 | 13 de agosto de 1942       | 15:15                      | P-40                       |                                                | 42                         | 21 de outubro de 1942      | 13:28                      | MiG-3                      |                                           |
| 19 | 13 de agosto de 1942       | 15:20                      | P-40                       |                                                | 43                         | 29 de outubro de 1942      | 13:45                      | MiG-3?                     |                                           |
| 20 | 2 de setembro de 1942      | 11:15                      | P-39                       | proximidades da ferrovia Kola                  | 44                         | 29 de outubro de 1942      | 13:55                      | MiG-3?                     |                                           |
| 21 | 2 de setembro de 1942      | 11:20                      | Yak-7                      | ao norte de Murmashi                           | 45                         | 29 de outubro de 1942      | 13:56                      | MiG-3?                     |                                           |
| 22 | 2 de setembro de 1942      | 11:25                      | P-40                       | proximidades de Murmashi                       | 46                         | 5 de novembro de 1942      | 10:55                      | LaGG-3                     | PQ 36 Leste 2920 proximidades de Murmashi |
| 23 | 5 de setembro de 1942      | 08:25                      | Hurricane                  | ao norte de Murmashi                           | 47                         | 23 de março de 1943        | 14:15                      | P-40                       |                                           |
| 24 | 5 de setembro de 1942      | 08:32                      | MiG-3                      |                                                | 48                         | 23 de março de 1943        | 14:18                      | P-40                       |                                           |
| 25 | 5 de setembro de 1942      | 08:40                      | MiG-3                      | proximidades da ferrovia Kola                  | 49                         | 23 de março de 1943        | 14:20                      | P-39                       |                                           |
| 26 | 8 de setembro de 1942      | 11:35                      | P-39                       |                                                |                            |                            |                            |                            |                                           |
| – 11. Staffel da Jagdgeschwader 27 – Frente do Mediterrâneo — 1 de junho – 31 de dezembro de 1943 |                            |                            |                            |                                                |                            |                            |                            |                            |                                           |
| —? | 1 de outubro de 1943       | —                          | Boston                     | a noroeste de Kos                              | 60                         | 31 de outubro de 1943      | 15:15                      | P-38                       | Cabo de Rodon                             |
| — | 1 de outubro de 1943       | —                          | Boston                     | a noroeste de Kos                              | 61                         | 31 de outubro de 1943      | 15:20                      | P-38                       | sudoeste do Cabo de Rodon                 |
| 50 | 5 de outubro de 1943       | 12:23                      | B-24                       | Petromogula                                    | 62                         | 2 de novembro de 1943      | 13:47                      | Spitfire                   | oeste-sudoeste de Skoutari                |
| 51 | 5 de outubro de 1943       | 12:33                      | B-24                       | Lago Yliki                                     | 63                         | 2 de novembro de 1943      | 13:47                      | Spitfire                   | oeste-sudoeste de Skoutari                |
| 52 | 8 de outubro de 1943       | 13:15                      | P-38                       | 30 km (19 mi) ao sul de Lebadeia               | 64                         | 4 de novembro de 1943      | 16:25                      | Boston                     | a oeste de Durrës                         |
| 53 | 8 de outubro de 1943       | 13:52                      | P-38                       | 7 km (4,3 mi) ao sul-sudoeste do Cabo Vourlias | 65                         | 15 de novembro de 1943     | 13:10                      | P-38                       | sudeste de Kalamaki                       |
| 54 | 8 de outubro de 1943       | 13:55                      | P-38                       | 5 km (3,1 mi) a oeste de Velanidia             | 66                         | 15 de novembro de 1943     | 13:10                      | P-38                       | sudeste de Kalamaki                       |
| 55 | 23 de outubro de 1943      | 13:11                      | Spitfire                   | sul-sudoeste de Podgorica                      | 67                         | 15 de novembro de 1943     | 13:11                      | P-38                       | sudeste de Kalamaki                       |
| 56? | 25 de outubro de 1943      | —                          | P-38                       | ao norte de Cabo de Rodon                      | 68                         | 15 de novembro de 1943     | 13:12                      | P-38                       | sudeste de Kalamaki                       |
| 57 | 25 de outubro de 1943      | 13:17                      | Whitley                    | ao sul de Stari Bar                            | 69                         | 17 de novembro de 1943     | 12:50                      | B-25                       | nordeste de Kalamaki                      |
| 58 | 25 de outubro de 1943      | 13:20                      | P-38                       | ao sul de Stari Bar                            | 70                         | 17 de novembro de 1943     | 12:52                      | B-25                       | nordeste de Kalamaki                      |
| 59 | 25 de outubro de 1943      | 13:22                      | P-38                       | ao sul de Stari Bar                            | 71                         | 17 de novembro de 1943     | 12:58                      | P-38                       | leste de Maratona                         |
| – 11. Staffel da Jagdgeschwader 27 – Defesa do Reich — março – maio de 1944 |                            |                            |                            |                                                |                            |                            |                            |                            |                                           |
| 72 | 11 de abril de 1944        | 16:32                      | P-38                       | 20 km (12 mi) a noroeste de Graz               | 78?                        | 24 de abril de 1944        | —                          | P-51                       | ao norte de Waldkraiburg                  |
| 73 | 23 de abril de 1944        | 08:20                      | Spitfire                   | 10 km (6,2 mi) a sudoeste de Celje             | 79                         | 28 de abril de 1944        | 10:38                      | P-51                       | 15 km (9,3 mi) a nordeste de Liubliana    |
| 74 | 23 de abril de 1944        | 08:22                      | Spitfire                   | 15 km (9,3 mi) a sudoeste de Celje             | 80                         | 28 de abril de 1944        | 10:39                      | P-51                       | 15 km (9,3 mi) a nordeste de Liubliana    |
| 75 | 23 de abril de 1944        | 08:23                      | Spitfire                   | 20 km (12 mi) a sudoeste de Celje              | 81                         | 19 de maio de 1944         | 13:25                      | P-47                       | 15 km (9,3 mi) ao sul de Quenstedt        |
| 76 | 24 de abril de 1944        | 13:45                      | P-51                       | 10 km (6,2 mi) a oeste de Mühldorf             | 82                         | 19 de maio de 1944         | 13:27                      | P-47                       | Quedlimburgo Magdeburgo                   |
| 77 | 24 de abril de 1944        | 13:47                      | P-51                       | 10 km (6,2 mi) a oeste de Mühldorf             | 83                         | 19 de maio de 1944         | 13:30                      | P-51                       | ao sul de Aschersleben Magdeburgo         |
| – 11. Staffel da Jagdgeschwader 27 – Em defesa da Invasão da Normandia — junho – agosto de 1944 |                            |                            |                            |                                                |                            |                            |                            |                            |                                           |
| 84 | 14 de junho de 1944        | 07:28                      | P-47                       | Argentan                                       | 90                         | 22 de junho de 1944        | 14:10                      | Spitfire                   | oeste-sudoeste de Caen                    |
| 85 | 14 de junho de 1944        | 07:29                      | P-47                       | Falaise                                        | 91                         | 22 de junho de 1944        | 14:17                      | P-51                       | 10 km (6,2 mi) a sudoeste de Caen         |
| 86 | 14 de junho de 1944        | 07:30                      | P-47                       | Argentan                                       | 92                         | 24 de junho de 1944        | 15:05                      | P-51                       | ao sul de Flers                           |
| 87 | 14 de junho de 1944        | 08:05                      | P-47                       | 15 km (9,3 mi) a sudoeste de Paris             | 93                         | 24 de junho de 1944        | 15:08                      | P-51                       | 10 km (6,2 mi) a sudoeste de Flers        |
| 88 | 16 de junho de 1944        | 20:47                      | P-47                       | a oeste de Dives-sur-Mer                       | 94                         | 25 de junho de 1944        | 09:05                      | P-38                       | 15 km (9,3 mi) a sudeste de Blois         |
| 89 | 16 de junho de 1944        | 20:48                      | P-47                       | Dives-sur-Mer                                  |                            |                            |                            |                            |                                           |
| – 15. Staffel da Jagdgeschwader 27 – Defesa do Reich — dezembro de 1944 |                            |                            |                            |                                                |                            |                            |                            |                            |                                           |
| 95 | 8 de dezembro de 1944      | 09:50                      | P-51                       | a noroeste de Achmer                           | 97?                        | 23 de dezembro de 1944     | —                          | P-47                       | proximidades de Bad Godesberg             |
| 96 | 18 de dezembro de 1944     | 13:48                      | P-51                       | PQ 05 Leste S/PN, área de Eifel                |                            |                            |                            |                            |                                           |

### Condecorações
- Cruz de Ferro (1939)
  - 2ª classe
  - 1ª classe
- Distintivo de Voo do Fronte da Luftwaffe em Ouro
- Troféu de Honra da Luftwaffe (5 de outubro de 1942) como Unteroffizier e piloto[73]
- Cruz Germânica em Ouro (20 de outubro de 1942) como Unteroffizier no 8./JG 5[74]
- Cruz de Cavaleiro da Cruz de Ferro (13 de novembro de 1942) como Unteroffizier e piloto no 8./JG 5[75][76]